# FC Teutonia Osnabrück
FC Teutonia Osnabrück was een Duitse voetbalclub uit Osnabrück, Nedersaksen.

## Geschiedenis
De club werd opgericht in 1902 en sloot zich aan bij de West-Duitse voetbalbond. De club ging in de competitie van Ravensberg-Lippe spelen en werd meteen kampioen. De club nam echter niet deel aan een verdere eindronde. Een jaar later werd de competitie opgesplitst in twee groepen. Teutonia werd kampioen van de stadscompetitie en nam het in de finale op tegen 1. FC Arminia Bielefeld en won met 1:4. Hierdoor plaatste de club zich voor de West-Duitse eindronde en verloor van FC 1894 München-Gladbach. Het volgende seizoen werden de beide reeksen samen gevoegd en ook nu werd de club weer kampioen. In de eindronde verloor de club nipt met 4:3 van BV 04 Dortmund. De volgende twee seizoenen wonnen stadsrivalen Osnabrücker BV 05 en FC Olympia 03 Osnabrück de competitie.
Na 1911 ging de club in de Westfaalse competitie spelen. Na de Eerste Wereldoorlog fuseerde de club met Olympia en werd TV 1861 Osnabrück dat in 1921 de naam SuS Osnabrück aannam. In 1924 fuseerde de club met Osnabrücker BV 1899 en werd zo VfL Osnabrück.

## Erelijst
Kampioen Ravensberg-Lippe
1907, 1908, 1909